# Stenophylax mitis
Stenophylax mitis là một loài Trichoptera trong họ Limnephilidae. Chúng phân bố ở miền Cổ bắc.